# Californie, terre nouvelle
Pour plus de détails, voir Fiche technique et Distribution.
Californie, terre nouvelle (titre original : The Young Land) est un film américain réalisé par Ted Tetzlaff, sorti en 1959.
Le producteur est le fils de John Ford, et le rôle du shérif est joué par le fils de John Wayne.
Le film a été nommé pour l'Oscar de la meilleure chanson originale.

## Synopsis
Jim Ellison, Un jeune shérif, a arrêté un criminel, mais il se retrouve après le procès à devoir le protéger du lynchage.

## Fiche technique
- Titre original : The Young Land
- Titre français : Californie, terre nouvelle
- Réalisation : Ted Tetzlaff
- Scénario : Norman S. Hall et John Reese
- Photographie : Winton C. Hoch et Henry Sharp
- Producteur : Patrick Ford
- Musique : Dimitri Tiomkin
- Direction artistique : Jack Okey
- Pays d'origine :  États-Unis
- Format : Couleurs - Mono
- Genre : western
- Date de sortie : 1959

## Distribution
- Patrick Wayne : Sheriff Jim Ellison
- Yvonne Craig : Elena de la Madrid
- Dennis Hopper : Hatfield Carnes
- Dan O'Herlihy : Juge Millard Isham
- Ken Curtis : Lee Hearn
- Pedro Gonzalez Gonzalez : Député Santiago